# Лябик, Василий Васильевич
Василий Васильевич Лябик (род. 29 мая 1949, Минская область) — советский футболист, нападающий.

## Биография
Родился в селе Добромысли (Минская область). В 1953 году его семья переехала из Беларуси в Днепродзержинск. В этом городе Василий Лябик провел детские и юношеские годы. В ДЮСШ занимался футболом под руководством Бориса Ульянова - тренера, который в своё время подготовил таких футболистов как Анатолия Боговика, Виктора Литовченко, Анатолия Гринько, Александра Снитько, Владимира Федоренко и других. После окончания общеобразовательной школы стал игроком местной команды «Прометей», которая выступала в первенстве СССР среди коллективов класса «Б».
Вскоре начали поступать предложения из областного центра. Леониду Родосу он отказал, а Валерий Лобановский, через военный комиссариат, призвал молодого форварда на срочную службу. В сезоне 1969 «Днепр» одержал победу в своей группе и вышел в финальный раунд турнира, где вместе со «Спартаком» из Орджоникидзе, вильнюсским «Жальгирисом» и хабаровским СКА боролся за путевку в элиту советского футбола. В решающих играх сильнее оказалась осетинская команда, а «днепряне» завершили турнир на втором месте.
Следующий год провёл в дубле киевского «Динамо», где вместе с ним играли Олег Блохин, Владимир Веремеев, Юрий Ванкевич, Владимир Онищенко и другие. За основной состав выходил в двух матчах: чемпионате СССР против «Пахтакора» (0:0) и кубковый - против «Таврии» (2:1).
После завершения военной службы вернулся в Днепропетровск, куда настойчиво его звал Валерий Лобановский. В 1971 году его команда стала чемпионом в первенстве первой лиги и получила пропуск в группу сильнейших.
Лябик стал первым игроком из Днепропетровска, получивший вызов в сборную СССР, но поехал в другом направлении - домой, где «весело» провёл время.[уточнить] Нарушение спортивной дисциплины привели к тому, что в 1975 году защищал цвета «Титана» из Армянска, который выступал в чемпионате СССР среди коллективов физической культуры.
Затем были полтора года в харьковском «Металлисте», который пытался пробиться в первую лигу, краткосрочное возвращение в «Днепр» и завершении карьеры в составе «Кривбасса».

## Статистика
| Сезон            | Команда                      | Чемпионат | Чемпионат | Чемпионат | Кубок | Кубок |
| Сезон            | Команда                      | Лига      | Игры      | Голы      | Игры  | Голы  |
| ---------------- | ---------------------------- | --------- | --------- | --------- | ----- | ----- |
| 1967             | «Прометей» (Днепродзержинск) | Д-3       |           |           |       |       |
| 1968             | «Прометей» (Днепродзержинск) | Д-3       |           |           |       |       |
| 1969             | «Днепр» (Днепропетровск)     | Д-2       | 41        | 12        | 2     | 0     |
| 1970 (1)         | «Динамо» (Киев)              | Д-1       | 1         | 0         | 1     | 0     |
| 1970 (2)         | СКА (Киев)                   | Д-2       | 13        | 1         | —     | —     |
| 1971             | «Днепр» (Днепропетровск)     | Д-2       | 39        | 7         | 2     | 0     |
| 1972             | «Днепр» (Днепропетровск)     | Д-1       | 12        | 5         | 3     | 0     |
| 1973             | «Днепр» (Днепропетровск)     | Д-1       | 10        | 2         | 3     | 0     |
| 1974             | «Днепр» (Днепропетровск)     | Д-1       | 6         | 1         | 3     | 0     |
| 1976             | «Металлист» (Харьков)        | Д-3       | 38        | 3         | 2     | 0     |
| 1977 (1)         | «Металлист» (Харьков)        | Д-3       | 18        | 2         | 2     | 0     |
| 1977 (2)         | «Днепр» (Днепропетровск)     | Д-1       | 7         | 1         | —     | —     |
| 1978             | «Кривбасс»                   | Д-3       | 39        | 1         | —     | —     |
| 1979             | «Кривбасс»                   | Д-3       | 43        | 2         | —     | —     |
| 1980             | «Кривбасс»                   | Д-3       | 14        | 1         | —     | —     |
| Всего за карьеру | Всего за карьеру             | Д-1       | 36        | 9         | 18    | 0     |
| Всего за карьеру | Всего за карьеру             | Д-2       | 93        | 20        | 18    | 0     |
| Всего за карьеру | Всего за карьеру             | Д-3       | 152       | 9         | 18    | 0     |

## Достижения
- Чемпион Первой лиги СССР: 1971
- Чемпион 3-й подгруппы второй группы класса «А»: 1969[8]
- Серебряный призёр 6-й зоны Второй лиги: 1976